# Ahrensbök
Ahrensbök er en amtsfri by i det nordlige Tyskland i Østholsten i delstaten Slesvig-Holsten. Ahrensbök ligger ca. 17 km nordvest for Lübeck og 45 km sydøst for Kiel. Byen har 8.502(2023) indbyggere. 

## Historie
Grundlaget for Ahrensbök er et kapel på stedet fra 1280.
Indbyggertallet i 1835 var 934, i 1840 1.019, i 1845 1.194 i 1855 1.568  og i 1860 2.048 .